# Evangelische Kirche Dens

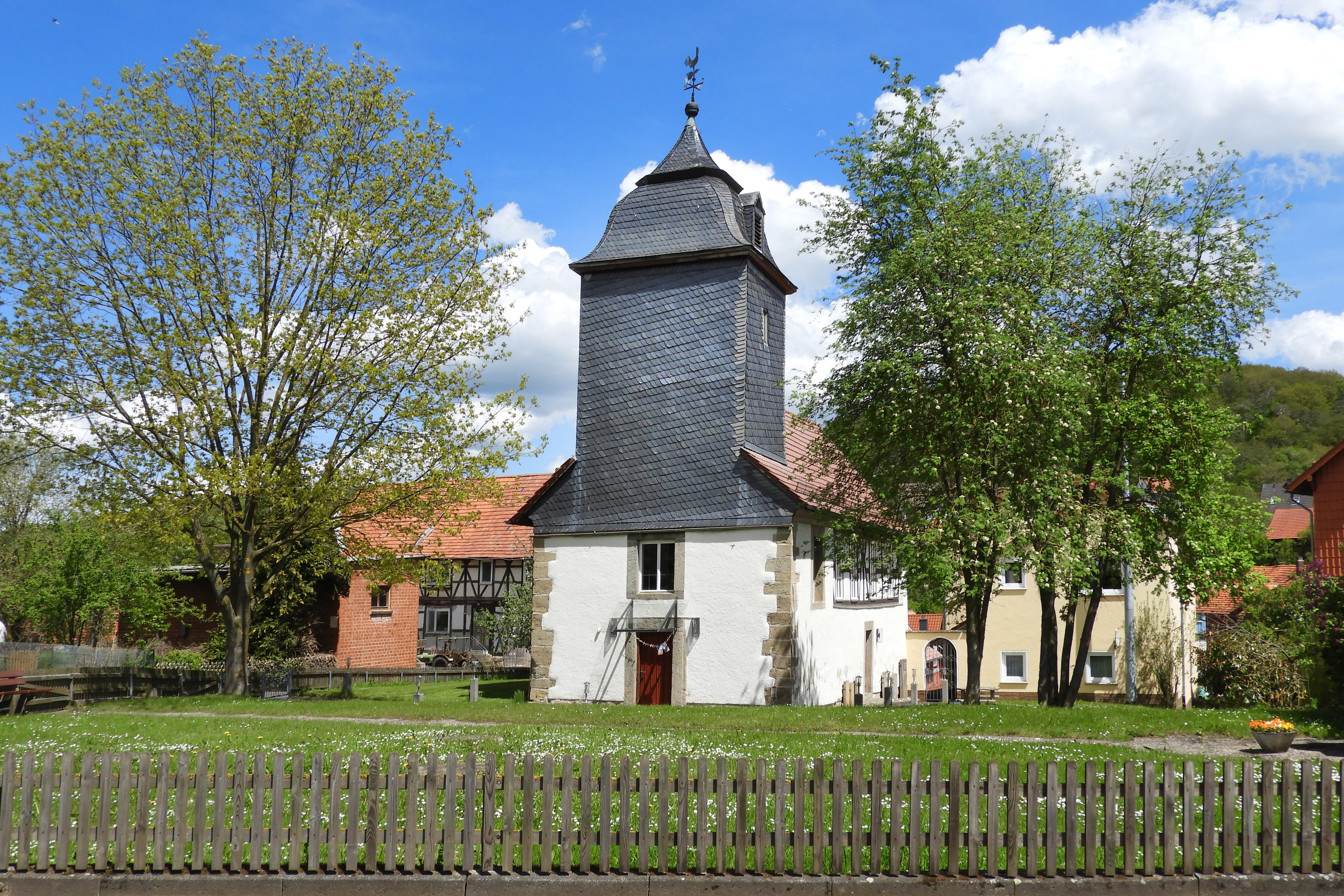
Die Westseite mit dem verschieferten Dachturm

Die Evangelische Kirche Dens ist ein denkmalgeschütztes Kirchengebäude in Dens, einem Ortsteil von Nentershausen im Landkreis Hersfeld-Rotenburg (Hessen). Die Kirchengemeinde Dens gehört zum Kirchenkreis Hersfeld-Rotenburg im Sprengel Hanau-Hersfeld der Evangelischen Kirche von Kurhessen-Waldeck.

## Geschichte und Architektur
Wie Ausgrabungen im Sommer 1978 belegten, steht die Kirche auf Fundamenten einer dem Heiligen Martin von Tours geweihten mittelalterlichen Kapelle mit Mutterkirchenfunktion. Dieser kleinere, steingemauerte Vorgängerbau mit einem langen und schmalen, sich nach Osten verjüngenden Rechteckchor war außen 11,60 m, innen 9,85 m lang, wobei die Innenlänge des Chors 3,40 m, die des Saals 6,45 m betrug. Der Saal war außen 5,30 m, innen 3,60 m breit. Der im Innern zumindest im Fundamentbereich trapezförmige Chor scheint außen annähernd rechteckig gewesen zu sein; er hatte eine Innenbreite von 2,60 m im Westen und verjüngte sich auf nur noch 2,20 m im Osten. Die ursprüngliche Saalnordwand ist noch in der heutigen Kirchennordwand enthalten. Archäologisch konnte der Bau dieser ersten Kirche nicht datiert werden, und auch urkundliche Zeugnisse dazu sind nicht bekannt. Das Martinspatrozinium, der altertümliche Grundriss und die geringen Ausmaße sind jedoch Indizien für eine Datierung vor die erste Jahrtausendwende.
Die heutige schlichte Saalkirche mit ihrem massiv gemauerter rechteckiger Unterbau und einem Oberbau aus Fachwerk wurde in der zweiten Hälfte des 17. Jahrhunderts errichtet oder zumindest teilweise erneuert und 1786 erheblich erweitert. Dabei ging man so vor, dass der Verlauf der heutigen Nordwand im mittleren Bereich dem der Saalnordwand des Vorgängerbaus entspricht; das Mittelstück der Außenmauer scheint Teil der alten Kirche gewesen zu sein, das in den neuen Bau integriert wurde. Erst 1786 wurde ein älterer Turm am Westende abgerissen und das Kirchenschiff um etwa 4,5 m nach Westen verlängert. Dabei wurde das Westportal mit der eingemeißelten Jahreszahl 1786 gebaut, aber wohl noch ohne Turmaufsatz. Der heutige Dachturm mit quadratischem Grundriss und gebrochener Haube wurde erst 1806 über dem Hauptportal im Westen gebaut; er ist verschiefert. Die Kirche hat eine Grundfläche von 17,50 m × 7,00 m. Innen ist sie 16,00 m lang und 5,50 m breit. Das massive Mauerwerk des Untergeschosses ist nur im Bereich unter dem Turm bis an den Dachstuhl hochgezogen, während die übrigen Mauern des Obergeschosses aus Fachwerk bestehen, das zumindest im Bereich der Südwand in die Zeit zwischen 1640 und 1700 datiert wird und bis 1981 verputzt war.
Die Empore an der Nordwand mit reich geschnitztem Gesims stammt aus dem Jahre 1786. Die Orgelempore im Westen, die von zwei bis in den Dachstuhl reichenden Holzsäulen getragen wird, wurde wohl erst 1882 gebaut, als eine von Carl Heyder aus Mühlhausen gebaute Orgel angeschafft wurde. Die Kanzel wurde bereits um 1700 geschaffen. Saal und Altarbereich lagen und liegen auf gleicher Höhe. Bei der grundlegenden Umgestaltung des Innenraumes 1978/79 wurde der Fußboden mit Keramikplatten ausgelegt und die Bänke, Sakristei und Lampen wurden erneuert. Der zersetzte Steinaltar, der etwa 4 m westlich der Ostwand und damit auffallend weit im Kircheninneren gestanden hatte, wurde durch einen Holzaltar ersetzt. 1981 wurde der Außenputz erneuert und das Fachwerk der Südwand freigelegt. Sechs Grabplatten aus dem 17. und 18. Jahrhundert, die bis 1978 zweckentfremdet als Fußbodenbelag gedient hatten, wurden der äußeren Südwand aufgestellt, und ein kleines, auf Holzsäulen ruhenden Vordach wurde vor dem Haupteingang erbaut.
Wegen ihrer künstlerischen Bedeutung ist die Denser Dorfkirche ein geschütztes Kulturdenkmal.